# Октябрьский (Щёкинский район)
Октябрьский — поселок в Щёкинском районе Тульской области в составе Ломинцевского сельского поселения.

## География
Находится в центральной части Тульской области на расстоянии приблизительно 7 км на восток-юго-восток по прямой от города Щёкино, административного центра района.

## История
Поселок был показан на карте 1988 года.

## Население
Постоянное население составляло 92 человека в 2010 году.